# Lionel Duroy
Lionel Duroy de Suduiraut (n. 1 octombrie 1949, Bizerte, Guvernoratul Bizerte, Tunisia) este un jurnalist și scriitor francez . 

## Biografie
Lionel Duroy provine dintr-o familie nobilă săracă franceză. Familia lui a reprezentat pe o perioadă lungă de timp idei extremiste de dreapta. Copilăria sa în acest mediu l-a influențat puternic și este o temă recurentă în romanele sale. 
Lionel Duroy a lucrat inițial ca furnizor, curier și meșter, apoi a lucrat ca jurnalist la ziarele franceze Libération și L’Événement du jeudi. De la publicarea primului său roman în 1990, s-a dedicat exclusiv scrisului, în special cu accent autobiografic. În plus, el este biograful unor oameni celebri, cum ar fi   B. Nana Mouskouri.
A publicat mai mult de 12 romane (dintre care unele au fost ecranizate), precum și eseuri despre Războiul Balcanic și alte zone de criză. În 2012, romanul său L’hiver des hommes a câștigat Premiul Renaudot și un an mai târziu Premiul Joseph Kessel. 
Romanul său autobiografic Le Chagrin a primit Grand prix Marie Claire du roman d'émotion 2010 și Premiul Marcel Pagnol în același an. 
Lionel Duroy a fost căsătorit de două ori și are patru copii. Locuiește în sudul Franței. 

### Cărți apărute în limba română
- Eugenia (2019) - editura Humanitas, traducere de Simona Modreanu, ISBN 978-606-779-563-9